# Xu Xin (futbolista)
Xu Xin (en chino: 徐新; pinyin: Xú Xīn; Shenyang, Liaoning, 19 de abril de 1994) es un futbolista chino. Juega de centrocampista y su equipo es el Shanghái Port de la Superliga de China.

## Trayectoria
En enero de 2016 abandonó el Club Atlético de Madrid para volver a su país y firmar un contrato por el Guangzhou Evergrande.

## Selección nacional
El 11 de noviembre de 2021 realizó su debut con la selección de China en un encuentro de clasificación  para el Mundial 2022 ante Omán.

### Goles internacionales
| # | Fecha                | Sede                                     | Oponente | Gol | Resultado | Competición                                |
| - | -------------------- | ---------------------------------------- | -------- | --- | --------- | ------------------------------------------ |
| 1 | 1 de febrero de 2022 | Estadio Nacional Mỹ Đình, Hanói, Vietnam | Vietnam  | 1–3 | 1–3       | Clasificación para la Copa Mundial de 2022 |

## Clubes
| Club                   | País   | Año       |
| ---------------------- | ------ | --------- |
| Atlético de Madrid "C" | España | 2013-2015 |
| Atlético de Madrid "B" | España | 2015-2016 |
| Guangzhou Evergrande   | China  | 2016-2021 |
| Shandong Taishan       | China  | 2021-2022 |
| Shanghái Port          | China  | 2022-     |

## Palmarés

### Títulos nacionales
| Título             | Club                 | País  | Año  |
| ------------------ | -------------------- | ----- | ---- |
| Supercopa de China | Guangzhou Evergrande | China | 2016 |
| Superliga de China | Guangzhou Evergrande | China | 2016 |
| Copa de China      | Guangzhou Evergrande | China | 2016 |
| Supercopa de China | Guangzhou Evergrande | China | 2017 |
| Superliga de China | Guangzhou Evergrande | China | 2017 |
| Supercopa de China | Guangzhou Evergrande | China | 2018 |
| Superliga de China | Guangzhou Evergrande | China | 2019 |
| Superliga de China | Shandong Taishan     | China | 2021 |
| Copa de China      | Shandong Taishan     | China | 2021 |
| Superliga de China | Shanghái Port        | China | 2023 |
| Superliga de China | Shanghái Port        | China | 2024 |
| Copa de China      | Shanghái Port        | China | 2024 |